# The Expanse: A Telltale Series
The Expanse: A Telltale Series — епізодична відеогра, розроблена Telltale Games і Deck Nine. Це приквел до телевізійного серіалу «Простір» (англ. The Expanse), зосереджений на персонажці Каміні Драммер, до ролі якої повернулася Кара Джі. Анонс відбувся на церемонії The Game Awards 2021. У липні 2023 року на Comic-Con у Сан-Дієго на осінь 2023 року був анонсований бонусний епізод «Архангел», зосереджений на Крісьєн Авасаралі у виконанні Шогре Аґдашлу. П'ять основних епізодів гри вийшли у липні — вересні, бонусний — у листопаді 2023 року.

## Епізоди
| №     | Назва              | Дата випуску     |
| ----- | ------------------ | ---------------- |
| 1     | Archer's Paradox   | 27 липня 2023    |
| 2     | Hunting Grounds    | 10 серпня 2023   |
| 3     | First Ones         | 24 серпня 2023   |
| 4     | Impossible Objects | 7 вересня 2023   |
| 5     | Europa's Folly     | 21 вересня 2023  |
| бонус | Archangel          | 2 листопада 2023 |